# Serie A Gold 2025-2026 (pallamano maschile)
La Serie A Gold 2025-2026 sarà la 57ª edizione del torneo di Serie A del campionato italiano di pallamano maschile e si svolgerà dal 6 settembre 2025 al 6 giugno 2026.

## Stagione

### Iscrizioni e ufficialità
Il 3 giugno viene pubblicato il Vademecum ufficiale per la stagione 2025-26.
L'8 luglio a seguito del Consiglio Federale, vengono ufficializzate le compagini che prendono parte al campionato: tutte le squadre aventi diritto alla partecipazione si iscrivono regolarmente. 
Viene introdotto l'Istant Video Replay in forma sperimentale e il marchio Kempa sarà il fornitore ufficiale dei palloni da gioco.

### Calendario e orari di gioco
L'inizio della regular season è il 6 settembre, il termine il 25 aprile 2025. Dal 2 maggio al 6 giugno sono previsti semifinali e finali di playoff Scudetto e playout retrocessione. Le gare sono previste il sabato pomeriggio. Il calendario è stato pubblicato il 29 luglio.

## Formula del torneo

### Stagione regolare
Il campionato si svolge tra 14 squadre che si affrontarono con la formula del girone unico all'italiana con partite di andata e ritorno.
Per ogni incontro i punti assegnati in classifica sono così determinati:
- due punti per la squadra che vinca l'incontro;
- un punto per il pareggio;
- zero punti per la squadra che perda l'incontro.

Al termine della stagione regolare le prime quattro classificata si qualificano per i playoff scudetto.
Le squadre classificate al 12º e al 13º posto si qualificano per i playout retrocessione. 
La squadra classificata al 14º posto viene retrocessa.

### Playoff scudetto
Le squadre classificate dal 1º al 4º posto in classifica al termine della fase regolare partecipano ai play-off scudetto, che si disputano con la formula ad eliminazione diretta di semifinali e finale 1º-2º posto al meglio di due gare su tre (la terza gara si disputa nel caso le prime due siano terminate con una vittoria per parte o con due pareggi, a prescindere dai risultati dei singoli incontri). La seconda e terza gara nelle semifinali e nella finale si disputano in casa della squadra meglio classificata al termine della fase regolare

### Playout retrocessione
La squadre classificate al 12º e 13º posto al termine della fase regolare partecipano ai play-out retrocessione, che si disputano con la formula ad eliminazione diretta al meglio di due gare su tre (la terza gara si disputa nel caso le prime due siano terminate con una vittoria per parte o con due pareggi, a prescindere dai risultati dei singoli incontri). La prima e terza gara si disputano in casa della squadra meglio classificata al termine della fase regolare. I play out retrocessione non si disputano nel caso in cui, al termine della stagione regolare, ci siano 5 o più punti di differenza tra la squadra 12ª classificata e la squadra 13ª classificata; in tal caso la squadra 13ª classificata retrocede direttamente in serie A Silver.

### Verdetti
Al termine del campionato a seconda dei risultati ottenuti, vengono emessi i seguenti verdetti:
- Vincitrice dei playoff: viene proclamata campione d'Italia ed acquisisce il diritto a partecipare alla EHF European Cup;
- finalista dei playoff: acquisisce il diritto a partecipare alla EHF European Cup;
- terza classificata: acquisisce il diritto a partecipare alla EHF European Cup;
- perdente dei playout: retrocede in A Silver;
- ultima classificata: retrocede in A Silver.

## Squadre partecipanti
| Squadra          | Stagione | Città                              | Palasport                    | Stagione precedente                  |
| ---------------- | -------- | ---------------------------------- | ---------------------------- | ------------------------------------ |
| Albatro Siracusa | dettagli | Siracusa                           | PalaAkradina                 | 4º posto                             |
| Black Devils     | dettagli | Merano (BZ)                        | Karl Wolf Arena              | 2º posto                             |
| Bozen            | dettagli | Bolzano                            | PalaGasteiner                | 7º posto                             |
| Brixen           | dettagli | Bressanone (BZ)                    | Fischzucht                   | 6º posto                             |
| Cassano Magnago  | dettagli | Cassano Magnago (VA)               | PalaTacca                    | 3º posto                             |
| Chiaravalle      | dettagli | Chiaravalle (AN)                   | Palasport Via Firenze        | 11º posto                            |
| Cingoli          | dettagli | Cingoli (MC)                       | PalaQuaresima                | 9º posto                             |
| Cologne          | dettagli | Cologne (BS)                       | PalaDante                    | Vincitrice playoff di Serie A Silver |
| Conversano       | dettagli | Conversano (BA)                    | Pala San Giacomo             | Vincitore                            |
| Eppan            | dettagli | Appiano sulla strada del vino (BZ) | Raiffeisenhalle              | 10º posto                            |
| Junior Fasano    | dettagli | Fasano (BR)                        | Nuovo Palazzetto dello sport | 8º posto                             |
| Pressano         | dettagli | Lavis (TN)                         | PaLavis                      | 12º posto                            |
| Sassari          | dettagli | Sassari                            | PalaSantoru                  | 5º posto                             |
| Trieste          | dettagli | Trieste                            | PalaChiarbola                | 1º posto in Serie A Silver           |

## Risultati
| Andata      | Andata | 1ª/14ª giornata       | Ritorno | Ritorno     |
|             |        |                       |         |             |
| 6 settembre | -      | Chiaravalle - Sassari | -       | 13 dicembre |
| 6 settembre | -      | Black Devils - Eppan  | -       | 13 dicembre |
| 6 settembre | -      | Conversano - Brixen   | -       | 13 dicembre |
| 6 settembre | -      | Albatro - Bozen       | -       | 13 dicembre |
| 6 settembre | -      | C. Magnago - Cingoli  | -       | 13 dicembre |
| 6 settembre | -      | Trieste - J. Fasano   | -       | 13 dicembre |
| 6 settembre | -      | Pressano - Cologne    | -       | 13 dicembre |

| Andata       | Andata | 2ª/15ª giornata        | Ritorno | Ritorno     |
|              |        |                        |         |             |
| 13 settembre | -      | Bozen - Trieste        | -       | 20 dicembre |
| 13 settembre | -      | Eppan - Conversano     | -       | 20 dicembre |
| 13 settembre | -      | Sassari - Pressano     | -       | 20 dicembre |
| 13 settembre | -      | J. Fasano - C. Magnago | -       | 20 dicembre |
| 13 settembre | -      | Cingoli - Black Devils | -       | 20 dicembre |
| 13 settembre | -      | Brixen - Chiaravalle   | -       | 20 dicembre |
| 13 settembre | -      | Cologne - Albatro      | -       | 20 dicembre |

| Andata       | Andata | 3ª/16ª giornata          | Ritorno | Ritorno    |
|              |        |                          |         |            |
| 20 settembre | -      | Chiaravalle - Conversano | -       | 7 febbraio |
| 20 settembre | -      | Black Devils - J. Fasano | -       | 7 febbraio |
| 20 settembre | -      | Pressano - Brixen        | -       | 7 febbraio |
| 20 settembre | -      | Albatro - Sassari        | -       | 7 febbraio |
| 20 settembre | -      | C. Magnago - Bozen       | -       | 7 febbraio |
| 20 settembre | -      | Trieste - Cologne        | -       | 7 febbraio |
| 20 settembre | -      | Cingoli - Eppan          | -       | 7 febbraio |

| Andata       | Andata | 4ª/17ª giornata       | Ritorno | Ritorno     |
|              |        |                       |         |             |
| 27 settembre | -      | Sassari - Trieste     | -       | 14 febbraio |
| 27 settembre | -      | Eppan - Chiaravalle   | -       | 14 febbraio |
| 27 settembre | -      | Conversano - Pressano | -       | 14 febbraio |
| 27 settembre | -      | J. Fasano - Cingoli   | -       | 14 febbraio |
| 27 settembre | -      | Bozen - Black Devils  | -       | 14 febbraio |
| 27 settembre | -      | Brixen - Albatro      | -       | 14 febbraio |
| 27 settembre | -      | Cologne - C. Magnago  | -       | 14 febbraio |

| Andata     | Andata | 5ª/18ª giornata        | Ritorno | Ritorno     |
|            |        |                        |         |             |
| 11 ottobre | -      | Pressano - Chiaravalle | -       | 21 febbraio |
| 11 ottobre | -      | Black Devils - Cologne | -       | 21 febbraio |
| 11 ottobre | -      | Albatro - Conversano   | -       | 21 febbraio |
| 11 ottobre | -      | Cingoli - Bozen        | -       | 21 febbraio |
| 11 ottobre | -      | C. Magnago - Sassari   | -       | 21 febbraio |
| 11 ottobre | -      | J. Fasano - Eppan      | -       | 21 febbraio |
| 11 ottobre | -      | Trieste - Brixen       | -       | 21 febbraio |

| Andata     | Andata | 6ª/19ª giornata        | Ritorno | Ritorno |
|            |        |                        |         |         |
| 18 ottobre | -      | Conversano - Trieste   | -       | 7 marzo |
| 18 ottobre | -      | Eppan - Pressano       | -       | 7 marzo |
| 18 ottobre | -      | Sassari - Black Devils | -       | 7 marzo |
| 18 ottobre | -      | Brixen - C. Magnago    | -       | 7 marzo |
| 18 ottobre | -      | Cologne - Cingoli      | -       | 7 marzo |
| 18 ottobre | -      | Chiaravalle - Albatro  | -       | 7 marzo |
| 18 ottobre | -      | Bozen - J. Fasano      | -       | 7 marzo |

| Andata     | Andata | 7ª/20ª giornata         | Ritorno | Ritorno  |
|            |        |                         |         |          |
| 25 ottobre | -      | Cingoli - Sassari       | -       | 14 marzo |
| 25 ottobre | -      | Bozen - Eppan           | -       | 14 marzo |
| 25 ottobre | -      | Black Devils - Brixen   | -       | 14 marzo |
| 25 ottobre | -      | Albatro - Pressano      | -       | 14 marzo |
| 25 ottobre | -      | C. Magnago - Conversano | -       | 14 marzo |
| 25 ottobre | -      | J. Fasano - Cologne     | -       | 14 marzo |
| 25 ottobre | -      | Trieste - Chiaravalle   | -       | 14 marzo |

| Andata     | Andata | 8ª/21ª giornata           | Ritorno | Ritorno  |
|            |        |                           |         |          |
| 8 novembre | -      | Cologne - Bozen           | -       | 28 marzo |
| 8 novembre | -      | Eppan - Albatro           | -       | 28 marzo |
| 8 novembre | -      | Sassari - J. Fasano       | -       | 28 marzo |
| 8 novembre | -      | Pressano - Trieste        | -       | 28 marzo |
| 8 novembre | -      | Conversano - Black Devils | -       | 28 marzo |
| 8 novembre | -      | Brixen - Cingoli          | -       | 28 marzo |
| 8 novembre | -      | Chiaravalle - C. Magnago  | -       | 28 marzo |

| Andata      | Andata | 9ª/22ª giornata            | Ritorno | Ritorno  |
|             |        |                            |         |          |
| 15 novembre | -      | Cologne - Eppan            | -       | 4 aprile |
| 15 novembre | -      | Black Devils - Chiaravalle | -       | 4 aprile |
| 15 novembre | -      | Cingoli - Conversano       | -       | 4 aprile |
| 15 novembre | -      | Bozen - Sassari            | -       | 4 aprile |
| 15 novembre | -      | C. Magnago - Pressano      | -       | 4 aprile |
| 15 novembre | -      | Trieste - Albatro          | -       | 4 aprile |
| 15 novembre | -      | J. Fasano - Brixen         | -       | 4 aprile |

| Andata      | Andata | 10ª/23ª giornata        | Ritorno | Ritorno  |
|             |        |                         |         |          |
| 19 novembre | -      | Eppan - Trieste         | -       | 8 aprile |
| 19 novembre | -      | Conversano - J. Fasano  | -       | 8 aprile |
| 19 novembre | -      | Sassari - Cologne       | -       | 8 aprile |
| 19 novembre | -      | Albatro - C. Magnago    | -       | 8 aprile |
| 19 novembre | -      | Pressano - Black Devils | -       | 8 aprile |
| 19 novembre | -      | Brixen - Bozen          | -       | 8 aprile |
| 19 novembre | -      | Chiaravalle - Cingoli   | -       | 8 aprile |

| Andata      | Andata | 11ª/24ª giornata        | Ritorno | Ritorno   |
|             |        |                         |         |           |
| 22 novembre | -      | Sassari - Eppan         | -       | 11 aprile |
| 22 novembre | -      | Black Devils - Albatro  | -       | 11 aprile |
| 22 novembre | -      | Cingoli - Pressano      | -       | 11 aprile |
| 22 novembre | -      | Bozen - Conversano      | -       | 11 aprile |
| 22 novembre | -      | C. Magnago - Trieste    | -       | 11 aprile |
| 22 novembre | -      | J. Fasano - Chiaravalle | -       | 11 aprile |
| 22 novembre | -      | Cologne - Brixen        | -       | 11 aprile |

| Andata      | Andata | 12ª/25ª giornata       | Ritorno | Ritorno   |
|             |        |                        |         |           |
| 29 novembre | -      | Chiaravalle - Bozen    | -       | 18 aprile |
| 29 novembre | -      | Conversano - Cologne   | -       | 18 aprile |
| 29 novembre | -      | Pressano - J. Fasano   | -       | 18 aprile |
| 29 novembre | -      | C. Magnago - Eppan     | -       | 18 aprile |
| 29 novembre | -      | Trieste - Black Devils | -       | 18 aprile |
| 29 novembre | -      | Brixen - Sassari       | -       | 18 aprile |
| 29 novembre | -      | Albatro - Cingoli      | -       | 18 aprile |

| Andata     | Andata | 13ª/26ª giornata          | Ritorno | Ritorno   |
|            |        |                           |         |           |
| 6 dicembre | -      | Cologne - Chiaravalle     | -       | 25 aprile |
| 6 dicembre | -      | Eppan - Brixen            | -       | 25 aprile |
| 6 dicembre | -      | Sassari - Conversano      | -       | 25 aprile |
| 6 dicembre | -      | Albatro - J. Fasano       | -       | 25 aprile |
| 6 dicembre | -      | Black Devils - C. Magnago | -       | 25 aprile |
| 6 dicembre | -      | Cingoli - Trieste         | -       | 25 aprile |
| 6 dicembre | -      | Bozen - Pressano          | -       | 25 aprile |

## Classifica
Fonte: sito ufficiale federhandball
|  | Pos. | Squadra          | Pt | G | V | N | S | GF | GS | D  |
|  | ---- | ---------------- | -- | - | - | - | - | -- | -- | -- |
|  | 1.   | Albatro Siracusa | 0  | 0 | 0 | 0 | 0 | 0  | 0  | +0 |
|  | 2.   | Black Devils     | 0  | 0 | 0 | 0 | 0 | 0  | 0  | +0 |
|  | 3.   | Bozen            | 0  | 0 | 0 | 0 | 0 | 0  | 0  | +0 |
|  | 4.   | Brixen           | 0  | 0 | 0 | 0 | 0 | 0  | 0  | +0 |
|  | 5.   | Cassano Magnago  | 0  | 0 | 0 | 0 | 0 | 0  | 0  | +0 |
|  | 6.   | Chiaravalle      | 0  | 0 | 0 | 0 | 0 | 0  | 0  | +0 |
|  | 7.   | Cingoli          | 0  | 0 | 0 | 0 | 0 | 0  | 0  | +0 |
|  | 8.   | Cologne          | 0  | 0 | 0 | 0 | 0 | 0  | 0  | +0 |
|  | 9.   | Conversano       | 0  | 0 | 0 | 0 | 0 | 0  | 0  | +0 |
|  | 10.  | Eppan            | 0  | 0 | 0 | 0 | 0 | 0  | 0  | +0 |
|  | 11.  | Junior Fasano    | 0  | 0 | 0 | 0 | 0 | 0  | 0  | +0 |
|  | 12.  | Pressano         | 0  | 0 | 0 | 0 | 0 | 0  | 0  | +0 |
|  | 13.  | Sassari          | 0  | 0 | 0 | 0 | 0 | 0  | 0  | +0 |
|  | 14.  | Trieste          | 0  | 0 | 0 | 0 | 0 | 0  | 0  | +0 |

Legenda:
  Campione d'Italia;
      Qualificata ai playoff scudetto e all'European Cup;
      Ammesse ai play-out retrocessione;
      Retrocessa in Serie A Silver.

## Allenatori, capitani e primatisti
| Squadra                      | Allenatore       | Capitano             | Capocannoniere (tra parentesi il numero dei gol segnati) |
| ---------------------------- | ---------------- | -------------------- | -------------------------------------------------------- |
| Teamnetwork Albatro Siracusa | Mateo Garralda   | Ginaluca Vinci       |                                                          |
| Alperia Black Devils         | Emanuele Panetti | Andreas Stricker     |                                                          |
| Bozen Loacker-Volksbank      | Mario Šporčić    | Dean Turković        |                                                          |
| Brixen                       | Otto Forer       | Ardian Iballi        |                                                          |
| Cassano Magnago              | Matteo Bellotti  | Mattia Dorio         |                                                          |
| Publiesse Chiaravalle        | Andrea Guidotti  | Valerio Sampaolo     |                                                          |
| Macagi Cingoli               | Antonj Laera     | Diego Strappini      |                                                          |
| Conversano                   | Esteban Alonso   | Jacopo Lupo          |                                                          |
| Metelli Cologne              | Davide Campana   | Marko Knežević       |                                                          |
| Sparer Eppan                 | Hrvoje Kovačić   | Jan-Niklas Oberrauch |                                                          |
| Junior Fasano                | Domenico Iaia    | Alessandro Leban     |                                                          |
| Pressano BTS                 | Branko Dumnić    | Nicola Folgheraiter  |                                                          |
| Raimond Sassari              | Ratko Đurković   |                      |                                                          |
| Trieste                      | Andrea Carpanese | Alex Pernic          |                                                          |

## Statistiche

### Squadre

#### Capoliste solitarie
|    | —— | —— | —— | —— | —— | —— | —— | —— | ——  | ——  | ——  | ——  | ——  | ——  | ——  | ——  | ——  | ——  | ——  | ——  | ——  | ——  | ——  | ——  | ——  | —— |  |
|    |    |    |    |    |    |    |    |    |     |     |     |     |     |     |     |     |     |     |     |     |     |     |     |     |     |    |  |
|    |    |    |    |    |    |    |    |    |     |     |     |     |     |     |     |     |     |     |     |     |     |     |     |     |     |    |  |
|    |    |    |    |    |    |    |    |    |     |     |     |     |     |     |     |     |     |     |     |     |     |     |     |     |     |    |  |
| 1ª | 2ª | 3ª | 4ª | 5ª | 6ª | 7ª | 8ª | 9ª | 10ª | 11ª | 12ª | 13ª | 14ª | 15ª | 16ª | 17ª | 18ª | 19ª | 20ª | 21ª | 22ª | 23ª | 24ª | 25ª | 26ª |    |  |

#### Classifica in divenire
|                 | 1ª | 2ª | 3ª | 4ª | 5ª | 6ª | 7ª | 8ª | 9ª | 10ª | 11ª | 12ª | 13ª | 14ª | 15ª | 17ª | 16ª | 18ª | 19ª | 20ª | 21ª | 22ª | 23ª | 24ª | 25ª | 26ª |
| --------------- | -- | -- | -- | -- | -- | -- | -- | -- | -- | --- | --- | --- | --- | --- | --- | --- | --- | --- | --- | --- | --- | --- | --- | --- | --- | --- |
| Albatro         |    |    |    |    |    |    |    |    |    |     |     |     |     |     |     |     |     |     |     |     |     |     |     |     |     |     |
| Black Devils    |    |    |    |    |    |    |    |    |    |     |     |     |     |     |     |     |     |     |     |     |     |     |     |     |     |     |
| Bozen           |    |    |    |    |    |    |    |    |    |     |     |     |     |     |     |     |     |     |     |     |     |     |     |     |     |     |
| Brixen          |    |    |    |    |    |    |    |    |    |     |     |     |     |     |     |     |     |     |     |     |     |     |     |     |     |     |
| Cassano Magnago |    |    |    |    |    |    |    |    |    |     |     |     |     |     |     |     |     |     |     |     |     |     |     |     |     |     |
| Chiaravalle     |    |    |    |    |    |    |    |    |    |     |     |     |     |     |     |     |     |     |     |     |     |     |     |     |     |     |
| Cingoli         |    |    |    |    |    |    |    |    |    |     |     |     |     |     |     |     |     |     |     |     |     |     |     |     |     |     |
| Cologne         |    |    |    |    |    |    |    |    |    |     |     |     |     |     |     |     |     |     |     |     |     |     |     |     |     |     |
| Conversano      |    |    |    |    |    |    |    |    |    |     |     |     |     |     |     |     |     |     |     |     |     |     |     |     |     |     |
| Eppan           |    |    |    |    |    |    |    |    |    |     |     |     |     |     |     |     |     |     |     |     |     |     |     |     |     |     |
| Junior Fasano   |    |    |    |    |    |    |    |    |    |     |     |     |     |     |     |     |     |     |     |     |     |     |     |     |     |     |
| Pressano        |    |    |    |    |    |    |    |    |    |     |     |     |     |     |     |     |     |     |     |     |     |     |     |     |     |     |
| Sassari         |    |    |    |    |    |    |    |    |    |     |     |     |     |     |     |     |     |     |     |     |     |     |     |     |     |     |
| Trieste         |    |    |    |    |    |    |    |    |    |     |     |     |     |     |     |     |     |     |     |     |     |     |     |     |     |     |

NOTA: l'asterisco indica che l'incontro è stato rinviato o sospeso ed è presente sia in corrispondenza del turno rinviato sia in corrispondenza del turno immediatamente successivo al recupero: esso serve a segnalare che, nella stessa giornata successiva al recupero, la formazione vincente dispone di un punteggio maggiore. L'asterisco non compare con la squadra che esce sconfitta dal recupero (né in corrispondenza del rinvio, né per il recupero stesso), invece è da usare con entrambe le squadre se il recupero termina con un pareggio: in caso di pareggio o vittoria nella partita del recupero, può comportare un incremento potenziale "anomalo" (cioè superiore ai 2 punti) nella giornata seguente dove il punteggio terrà conto di entrambe le partite (quella recuperata nel turno precedente e quella regolarmente giocata nel turno successivo: pareggio-pareggio = 2 punti; pareggio-vittoria o vittoria-pareggio = 3 punti; vittoria-vittoria = 4 punti).

#### Classifiche di rendimento

##### Rendimento andata-ritorno
| Andata       | Andata | Ritorno      | Ritorno |
|              |        |              |         |
| Albatro      | 0      | Albatro      | 0       |
| Black Devils | 0      | Black Devils | 0       |
| Bozen        | 0      | Bozen        | 0       |
| Brixen       | 0      | Brixen       | 0       |
| C.Magnago    | 0      | C.Magnago    | 0       |
| Chiaravalle  | 0      | Chiaravalle  | 0       |
| Cingoli      | 0      | Cingoli      | 0       |
| Cologne      | 0      | Cologne      | 0       |
| Conversano   | 0      | Conversano   | 0       |
| Eppan        | 0      | Eppan        | 0       |
| J.Fasano     | 0      | J.Fasano     | 0       |
| Pressano     | 0      | Pressano     | 0       |
| Sassari      | 0      | Sassari      | 0       |
| Trieste      | 0      | Trieste      | 0       |

##### Rendimento casa-trasferta
| Casa         | Casa | Trasferta    | Trasferta |
|              |      |              |           |
| Albatro      | 0    | Albatro      | 0         |
| Black Devils | 0    | Black Devils | 0         |
| Bozen        | 0    | Bozen        | 0         |
| Brixen       | 0    | Brixen       | 0         |
| C.Magnago    | 0    | C.Magnago    | 0         |
| Chiaravalle  | 0    | Chiaravalle  | 0         |
| Cingoli      | 0    | Cingoli      | 0         |
| Cologne      | 0    | Cologne      | 0         |
| Conversano   | 0    | Conversano   | 0         |
| Eppan        | 0    | Eppan        | 0         |
| J.Fasano     | 0    | J.Fasano     | 0         |
| Pressano     | 0    | Pressano     | 0         |
| Sassari      | 0    | Sassari      | 0         |
| Trieste      | 0    | Trieste      | 0         |

#### Primati stagionali

##### Squadre
- Maggior numero di vittorie:
- Maggior numero di pareggi:
- Maggior numero di sconfitte:
- Minor numero di vittorie:
- Minor numero di pareggi:
- Minor numero di sconfitte:
- Miglior attacco:
- Peggior attacco:
- Miglior difesa:
- Peggior difesa:
- Miglior differenza reti:
- Peggior differenza reti:
- Miglior serie positiva:
- Peggior serie negativa:

##### Partite
- Più gol:
- Meno gol:
- Maggior scarto di gol:
- Maggior numero di reti in una giornata:

### Giocatori

#### Classifica marcatori
| Gol |  |  | Giocatore | Squadra |
| --- |  |  | --------- | ------- |